# Oedipina nica
Oedipina nica es una especie de caudado del género Oedipina, familia Plethodontidae.

## Distribución
Esta especie es endémica de Nicaragua. Se encuentra desde 1 360 hasta 1660 m de altitud en el departamento de Jinotega.